# Heteroxenia membranacea
Heteroxenia membranacea is een zachte koraalsoort uit de familie Xeniidae. De koraalsoort komt uit het geslacht Heteroxenia. Heteroxenia membranacea werd in 1896 voor het eerst wetenschappelijk beschreven door Schenk. 